# Волинський регіональний музей українського війська та військової техніки
Волинський регіональний музей українського війська та військової техніки — єдиний у Західному регіоні України військовий музей, що є філіалом Національного військово-історичного музею України. 
Музей було створено в Луцьку згідно з наказом Міністра оборони України від 18 березня 1999 року № 83. Ініціатором створення виступила громадська організація «Джерела». Згідно з наказом для розміщення музею Міністерство оборони України виділило у центрі Луцька військове містечко площею близько 1 га і дві будівлі, що зведені в 1925 році, загальною площею понад 900 кв.м. 
Експозицію музею — виходячи з початкових вимог, що склалися на той час, — планували створити за двома розділами: перший — експозиція сучасної військової техніки та озброєння на відкритому майданчику, другий — тематична історико-хронологічна експозиція.
Презентація музею відбулася у вересні 1999 року. У червні 2000 року було завершено перший етап експозиції та відкрито виставку військової техніки та озброєння.
Наразі на виставці представлено зразки військової техніки і озброєння, а саме: авіаційні комплекси, бронетанкова техніка, зенітно-ракетні комплекси, артилерійське озброєння, техніка служб забезпечення тилу Збройних Сил України та техніка військ зв'язку. Військову техніку і озброєння, розміщене на виставці, було зібрано й доставлено у музей з різних військових частин, що дислокуються в Одесі, Харкові, Львові, Житомирі, Хмельницькому, Рівному, Полтаві, Чернігові, Тернополі, Вінниці, Луцьку тощо.
У 2004 році були відкриті постійні виставки «Озброєння військ Протиповітряної оборони та Військово-Повітряних Сил» і «Апаратура і обладнання військ зв'язку». До 60-річчя визволення Волинської області створено постійну виставку «Сторінки військової історії Волинського краю», де представлені експозиції стрілецької зброї та нагород.

## Військово-технічний фонд

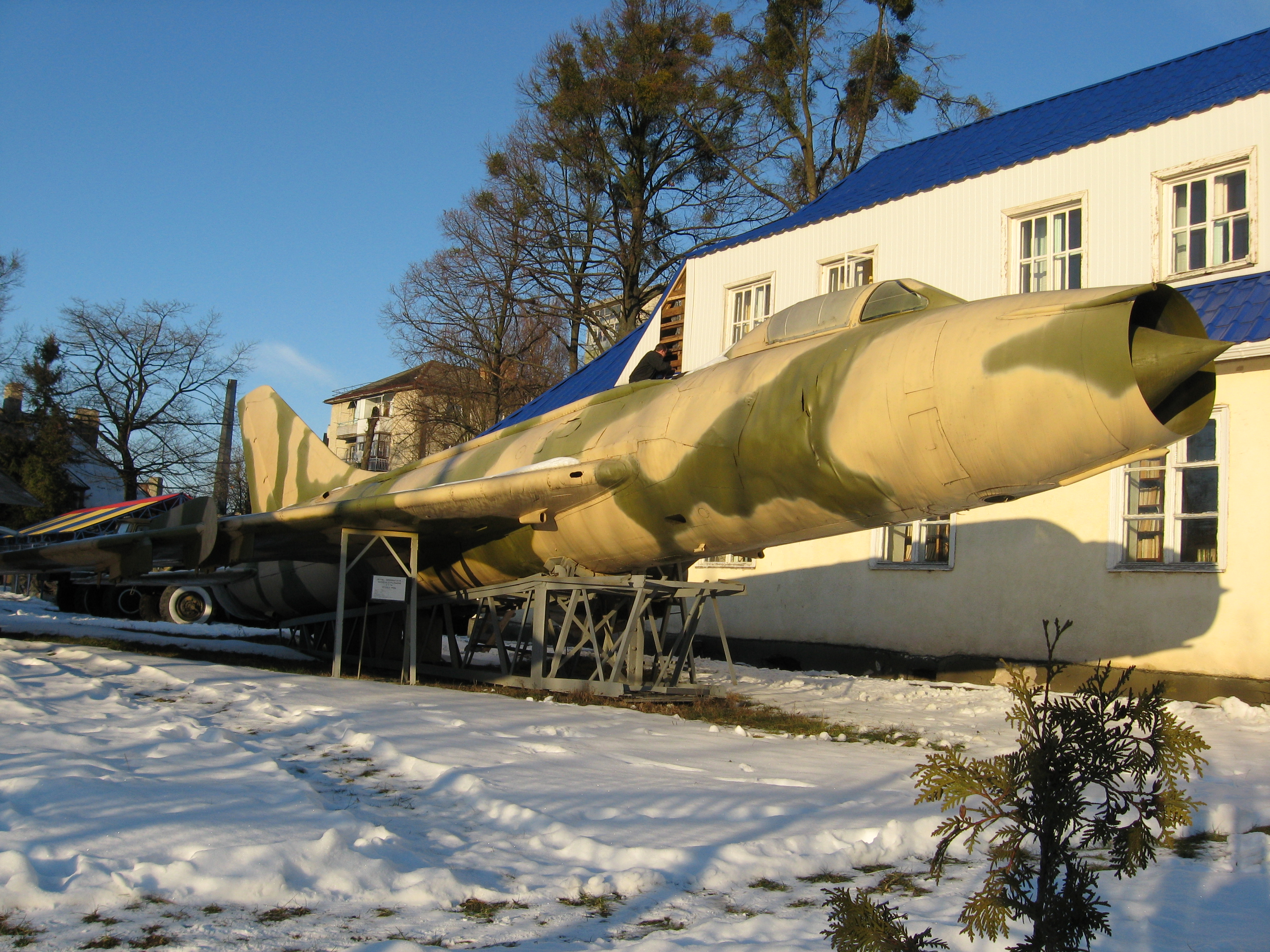
Винищувач Су-7БМ

На сьогодні фонди музею налічують близько 1000 експонатів, репрезентуючи авіаційну і бронетанкову техніку, артилерійське і зенітно-ракетне озброєння, стрілецьку зброю, апаратуру і обладнання військ зв'язку, а також різноманітні матеріали військової історії, які мають музейне значення: бойові прапори, предмети форми одягу й армійського побуту, документи і фотографії, твори мистецтв, військові трофеї та інші матеріали. В музеї проводяться тематичні виставки.
- Бронетанкова техніка — 10 одиниць
- Артилерійське озброєння — 13 одиниць
- Зенітно-ракетне озброєння — 60 одиниць
- Стрілецька зброя — 43 одиниць
- Авіаційна техніка — 38 одиниць
- Обладнання інженерних військ — 4 одиниці
- Апаратура та обладнання військ зв'язку — 40 одиниць
- Техніка служб забезпечення — 4 одиниці

## Контакти
Музей працює з 10.00 до 17.00 год.
Телефони: робочий телефон - 0756140816 
завідувач філії – Ткачук О.М. – 0507807332, 
мол. науковий співробітник - Савчук М.В. – 0961271834,
касир - Архипчук Л.М. – 0992014710. 